# Walknówek
Walknówek [pronunciación en polaco: /valkˈnuvɛk/] es un pueblo ubicado en el distrito administrativo de Gmina Lututów, dentro del condado de Wieruszów, Voivodato de Łódź, en el centro de Polonia. Se encuentra a unos 4 kilómetros al este de Lututów, a 25 kilómetros al este de Wieruszów, y a 82 kilómetros al suroeste de la capital regional Łódź.